# Scénáře socioekonomického vývoje

Mapování náročnosti jednotlivých scénářů SSP na adaptační a mitigační kapacity

Scénáře socioekonomického vývoje někdy též Společné socioekonomické trajektorie (zkratka SSP z anglického Shared Socioeconomic Pathways) jsou scénáře předpokládaných socioekonomických změn v celosvětovém měřítku do roku 2100, které jsou použity při tvorbě Šesté hodnotící zprávy Mezivládního panelu pro změnu klimatu (AR6), která vyšla v srpnu 2021. Používají se k odvození scénářů emisí skleníkových plynů při různých klimatických politikách.
Scénáře byly vyvinuty jako společné úsilí komunity (mezinárodního týmu klimatologů, ekonomů a modelářů energetických systémů) s cílem poskytnout výzkumné komunitě v oblasti změny klimatu sadu nástrojů pro provádění integrovaných multidisciplinárních analýz. Popisují pravděpodobný hlavní globální vývoj, který by v budoucnu společně vedl k různým výzvám v oblasti zmírňování změny klimatu a přizpůsobování se jí. Byly také popsány jako „příběhy, které se staly v budoucnosti“, jejichž cílem je prozkoumat, jak se může budoucnost vyvíjet za konzistentního souboru předpokladů. SSP jsou založeny na pěti popisech (příbězích) popisujících alternativní socioekonomický vývoj, včetně udržitelného rozvoje, regionální rivality, nerovnosti, rozvoje založeného na fosilních palivech a rozvoje uprostřed cesty:
V Šesté hodnotící zprávě jsou použity následující scénáře (cesty):
- SSP1: Udržitelný vývoj (zelená cesta)
- SSP2: Střední cesta
- SSP3: Regionální rivalita (kamenitá cesta)
- SSP4: Nerovnosti (rozdělená cesta)
- SSP5: Rozvoj založený na fosilních palivech (cesta po dálnici).[4]

SSP poskytují popisy popisující alternativy socioekonomického vývoje. Tyto popisy jsou kvalitativním popisem logiky vztahující prvky popisů k sobě navzájem. Pokud jde o kvantitativní prvky, poskytují údaje doprovázející scénáře vývoj počtu obyvatel, urbanizaci a hrubý domácí produkt (na obyvatele). SSP lze kombinovat s různými modely integrovaného posuzování (IAM), aby bylo možné prozkoumat možné budoucí cesty jak s ohledem na socioekonomický i klimatický vývoj.
Reprezentativní směry vývoje koncentrací se používají k doplnění specifikace modelu. Společné označení pak vypadá například SSP1-2.6 či SSP5-8.5.

## Historie
Koncem roku 2000 zahájili výzkumníci různých modelovacích skupin po celém světě proces vytváření nových scénářů, aby prozkoumali, jak by se svět mohl změnit ve zbytku 21. století. Dřívější snahy v 90. letech 20. století vedly k vytvoření scénářů „SRES“, které se zabývaly čtyřmi různými možnými budoucími trajektoriemi vývoje populace, hospodářského růstu a emisí skleníkových plynů. Ty však rychle zastarávaly a postrádaly některé velké změny ve společnosti a globální ekonomice, k nimž došlo v posledních dvaceti letech.
Část vědců vypracovala „Reprezentativní směry vývoje koncentrací“ (RCP), které popisují různé úrovně skleníkových plynů a dalších radiačních vlivů, které by se mohly v budoucnu vyskytnout. Vypracovali čtyři cesty, které pokrývají široký rozsah zesílení radiačního působení v roce 2100 (2,6, 4,5, 6,0 a 8,5 wattu na metr čtvereční), ale záměrně k nim nepřipojili žádné socioekonomické faktory.
Další část vědců pracovala na modelování toho, jak se mohou socioekonomické faktory v průběhu příštího století změnit. Mezi ně patří například změny počtu obyvatel, hospodářský růst, vzdělání, urbanizace a rychlost technologického rozvoje. Tyto „Scénáře socioekonomického vývoje“ (Shared Socioeconomic Pathways, SSP) se zabývají pěti různými způsoby, jak by se svět mohl vyvíjet, pokud by neexistovala opatření v oblasti klimatu, a jak by bylo možné dosáhnout různých úrovní zmírnění změny klimatu, pokud by se zmírňovací cíle RCP kombinovaly se SSP.
Tyto dva směry výzkumu byly navrženy tak, aby se vzájemně doplňovaly. RCP stanovují směry vývoje koncentrací skleníkových plynů a fakticky i míru oteplení, k němuž by mohlo dojít do konce století a SSP určují, jak dalece bude – nebo nebude – dosaženo snížení emisí. SSP také definují různé základní situace, které by mohly nastat, pokud by neexistovalo žádné společné mezinárodní úsilí o řešení změny klimatu, kromě těch, které již země přijaly. SSP obsahují více výchozích stavů, protože základní faktory, jako je populační, technologický a hospodářský růst, by mohly vést k velmi odlišným budoucím emisím a výsledkům oteplování, a to i bez politiky v oblasti klimatu.
Zatímco RCP byly dokončeny včas, aby mohly být použity v Páté hodnotící zprávě IPCC, vypracování složitějších SSP bylo mnohem delším a náročnějším procesem. SSP byly poprvé zveřejněny v roce 2016, ale teprve nyní se začínají používat v dalším kole modelování klimatu – známém jako Coupled Model Intercomparison Project verze 6 neboli CMIP6 – v rámci přípravy Šesté hodnotící zprávy IPCC.

## Popis jednotlivých scénářů

### SSP1: Udržitelný vývoj (zelená cesta)
Svět se postupně, ale ve všech oblastech posouvá směrem k udržitelnějšímu rozvoji, který klade důraz na inkluzivnější rozvoj respektující předpokládané environmentální hranice. Pomalu se zlepšuje správa globálních společných statků, investice do vzdělávání a zdravotnictví urychlují demografický přechod a důraz na hospodářský růst se přesouvá k širšímu důrazu na lidský blahobyt. Díky postupnému směřování k dosažení rozvojových cílů se snižuje nerovnost mezi jednotlivými zeměmi i uvnitř nich. Spotřeba se orientuje na nízké materiální nároky a nižší náročnost na suroviny a energie.

### SSP2: Střední cesta
Svět se ubírá cestou, na níž se sociální, ekonomické a technologické trendy výrazně neodchylují od historických vzorců. Rozvoj a růst příjmů probíhá nerovnoměrně, přičemž některé země dosahují relativně velkého pokroku, zatímco jiné zaostávají za očekáváním. Globální a národní instituce usilují o dosažení cílů udržitelného rozvoje, ale postupují pomalu. Environmentální systémy se zhoršují, i když dochází k určitému zlepšení a celkově se snižuje intenzita využívání zdrojů a energie. Růst světové populace je mírný a ve druhé polovině století se vyrovná. Příjmová nerovnost přetrvává nebo se zlepšuje jen pomalu a problémy se snižováním zranitelnosti vůči společenským a environmentálním změnám přetrvávají.

### SSP3: Regionální rivalita (kamenitá cesta)
Oživující se nacionalismus, obavy o konkurenceschopnost a bezpečnost a regionální konflikty nutí státy, aby se stále více soustředily na domácí nebo nanejvýš regionální problémy. Politiky se postupem času mění a stále více se orientují na národní a regionální bezpečnostní otázky. Země se zaměřují na dosažení cílů v oblasti energetické a potravinové bezpečnosti v rámci svých regionů na úkor rozvoje v širším měřítku. Investice do vzdělávání a technologického rozvoje klesají. Hospodářský rozvoj je pomalý, spotřeba je materiálově náročná a nerovnosti přetrvávají nebo se časem prohlubují. Populační růst je v průmyslových zemích nízký a v rozvojových zemích vysoký. Nízká mezinárodní priorita při řešení problémů životního prostředí vede v některých regionech k silnému zhoršování životního prostředí.

### SSP4: Nerovnosti (rozdělená cesta)
Velmi nerovnoměrné investice do lidského kapitálu spolu s rostoucími rozdíly v ekonomických příležitostech a politické moci vedou k rostoucí nerovnosti a stratifikaci jak mezi jednotlivými státy, tak uvnitř nich. Postupem času se zvětšuje propast mezi mezinárodně propojenou společností, která přispívá ke znalostně a kapitálově náročným odvětvím globální ekonomiky, a roztříštěným souborem společností s nižšími příjmy a nízkým vzděláním, které pracují v ekonomice náročné na pracovní sílu a málo rozvinuté technologie. Sociální soudržnost se zhoršuje a konflikty a nepokoje jsou stále častější. Technologický rozvoj je vysoký v technologicky vyspělém hospodářství a odvětvích. Globálně propojený energetický sektor se diverzifikuje a investuje jak do paliv náročných na emise uhlíku, jako je uhlí a nekonvenční ropa, ale také do nízkouhlíkových zdrojů energie. Environmentální politiky se zaměřují na místní problémy v okolí oblastí se středními a vysokými příjmy.

### SSP5: Rozvoj založený na fosilních palivech (cesta po dálnici)
Tento svět stále více věří v konkurenční trhy, inovace a participativní společnosti, které mají přinést rychlý technologický pokrok a rozvoj lidského kapitálu jako cestu k udržitelnému rozvoji. Globální trhy jsou stále více integrovány. Rovněž se výrazně investuje do zdravotnictví, vzdělávání a institucí s cílem posílit lidský a sociální kapitál. Současně je tlak na hospodářský a sociální rozvoj spojen s využíváním hojných zdrojů fosilních paliv a zaváděním životního stylu náročného na zdroje a energii po celém světě. Všechny tyto faktory vedou k rychlému růstu světové ekonomiky, zatímco světová populace v 21. století dosáhne svého maxima a bude klesat. Lokální problémy životního prostředí, jako je znečištění ovzduší, jsou úspěšně zvládány. Existuje víra ve schopnost účinně řídit sociální a ekologické systémy, v případě potřeby i pomocí geoinženýrství.